# Raymond Argentin
René Raymond Argentin (* 15. Oktober 1924 in Champigny-sur-Marne; † 14. Oktober 2022 in Pontault-Combault) war ein französischer Kanute.

## Karriere
Raymond Argentin begann 1942 mit dem Kanurennsport. Er wurde französischer Meister mit dem C-1 über 1000 m (1948 und 1949) sowie über 10.000 m (1949). Zwischen 1948 und 1950 gehörte er zum Nationalkader Frankreichs. Bei den Olympischen Sommerspielen 1948 in London wurde Argentin in der Regatta über 10.000 m mit dem C-1 Vierter. Ursprünglich sollte er auch an den Weltmeisterschaften 1950 teilnehmen. Da ihm sein Arbeitgeber jedoch mit einer Kündigung drohte, sagte er seine Teilnahme ab.
Raymond Argentin starb einen Tag vor seinem 98. Geburtstag.